# Sonja Cantré
Sonja Cantré (Gent, 27 april 1941 – 9 januari 2014) was een Belgische omroepster en actrice. Ze is de dochter van architect  Walter Cantré en kleindochter van kunstenaar Jozef Cantré.

## Biografie[1]
In 1961 werd Cantré verkozen tot katoenprinses. De fotograaf op deze missverkiezing, Herman Selleslags, zou later haar man worden met wie ze drie kinderen had. Naar aanleiding van deze verkiezing werd zij door Paula Sémer uitgenodigd op de toenmalige NIR. Hierna werd Cantré omroepster op de NIR en de latere BRT.
Cantré presenteerde onder andere het BRT-programma Autorama. 
Ze werd in september 1971 samen met Niki Bovendaerde en Aimée De Smet bij de BRT ontslagen met de boodschap "We hebben liever jonge dan oude meiskes". 
Samen met Rik Andries speelde ze in 1968 de hoofdrol in de film Speelmeisje van Hugo Claus.
Op 9 januari 2014 overleed Cantré aan de gevolgen van een beroerte.